# USS LST-210
O USS LST-210 foi um navio de guerra norte-americano da classe LST que operou durante a Segunda Guerra Mundial.